# إينيس واتلي
إينيس واتلي (بالإنجليزية: Ennis Whatley)‏ مواليد 11 أغسطس 1962 في برمنغهام، هو لاعب كرة سلة أمريكي سابق. بدأ مسيرته الاحترافية في سنة 1983. تم اختياره من قبل فريق سكرامنتو كينغز خلال الدرافت. يبلغ طوله 6 قدم 3 بوصة (1.9 م). اعتزل اللعب في 1998.

## المسيرة الاحترافية
لعب مع شيكاغو بولز من سنة 1983 إلى 1985، ثم لعب مع كليفلاند كافالييرز في سنة 1985، ثم لعب مع واشنطن ويزاردز في سنة 1986، ثم لعب مع سان أنطونيو سبرز في سنة 1986، ثم لعب مع واشنطن ويزاردز في موسم 1986–1987، ثم لعب مع أتلانتا هوكس في سنة 1988، ثم لعب مع لوس أنجلوس كليبرز في سنة 1989، ثم لعب مع سان ميغيل بيرمن في سنة 1989، ثم لعب مع بورتلاند ترايل بلايزرز في سنة 1992.

## روابط خارجية
- إينيس واتلي على موقع إن بي أي (الإنجليزية)
- إينيس واتلي على موقع سبورتس رفرنس (الإنجليزية)
- إينيس واتلي على موقع كرة السلة الأوروبية.كوم (الإنجليزية)
- إينيس واتلي على موقع كلية كرة السلة في سبورتس رفرنس.كوم (الإنجليزية)
- إينيس واتلي على موقع ريلجم (الإنجليزية)
- إينيس واتلي على موقع بروبوليرز (الإنجليزية)
- إينيس واتلي على موقع قاعة ألاباما للمشاهير الرياضية (مؤرشف) (الإنجليزية)